# 长安集站 (合肥轨道交通)
长安集站位于中华人民共和国安徽省合肥市肥西县永和路与明珠大道交叉口地下，是合肥轨道交通4号线的地铁车站，工程站名明珠大道站。車站于2024年5月1日上午10:00正式啟用。